# National Highway 52
National Highway 52 (NH 52) ist eine Hauptfernstraße im Nordosten des Staates Indien mit einer Länge von 850 Kilometern, die eine wichtige Verbindung innerhalb der nordöstlichen Bundesstaaten darstellt. Sie beginnt in Baihata nördlich von Guwahati im Bundesstaat Assam am NH 31 und führt 510 km durch das Tiefland des Bundesstaates, wobei sie parallel und nördlich zum Fluss Brahmaputra verläuft und die Stadt Tezpur passiert. Schließlich führt sie 310 km durch den Bundesstaat Arunachal Pradesh im äußersten Nordosten Indiens, bevor sie noch einmal 30 km durch den Osten Assams verläuft und am NH 37 östlich von Tinsukia endet.